# Столяров, Александр Александрович (индолог)
Алекса́ндр Алекса́ндрович Столяро́в (род. 28 декабря 1946, Москва) — советский и российский историк-востоковед, кандидат исторических наук. Специалист по истории раннесредневековой Северной Индии, индийской эпиграфике и дипломатике. Директор  Международного научного центра изучения Южной Азии РГГУ. Доцент РГГУ. Разрабатывает и использует компьютерные методы обработки эпиграфики. Автор и составитель Diplomatica Indica DataBase (DIDB).

## Биография
Родился в Москве 28 декабря 1946. Мать — Левитанская Гита Даниловна (1916—1994), корректор газеты «Красная Звезда», отец — Столяров Александр Александрович (1904—1988), художник-портретист, книжный график.
В 1964 окончил математический класс ср.шк. № 704. В 1970 окончил Институт восточных языков при МГУ.
В 1970—1991 работал в ИНИОН АН СССР. С августа 1991 года — старший научный сотрудник Отдела истории Востока ИВ РАН.
С октября 2010 — директор Международного научного центра изучения Южной Азии РГГУ. С 2013 г. — доцент Кафедры зарубежного регионоведения и внешней политики Факультета международных отношений и зарубежного регионоведения ИАИ РГГУ.
Владеет английским и хинди языками.

## Научная деятельность
В 1978 г. защитил диссертацию на соискание учёной степени кандидата исторических наук на тему «Социально-политический строй государства Палов (по данным эпиграфики)» (научный руководитель — к.и.н. Л. Б. Алаев).
Участник IV (1979), X (1997) и XI (2000) Всемирных санскритских конференций (WSC), а также I, X и XI Международных конференций исследователей Азии (ICAS). Постоянный участник семинаров «Инициативы по созданию электронных культурных атласов» (Electronic Cultural Atlas Initiative — ECAI) (1997 — н.вр.).
Совместно с руководителем Отдела истории Востока ИВ РАН Д. Д. Васильевым организовал и провёл первые семь съездов российских востоковедов, а также семь съездов на тему «Исторические источники евроазиатских и североафриканских цивилизаций».
Ответственный редактор тринадцати выпусков бюллетеня «Электронные библиотеки и базы данных по истории Евразии в средние века».
В 2011 г. в качестве директора Международного научного центра изучения Южной Азии РГГУ выступил инициатором и организатором проведения первой международной конференции «Белые пятна в изучении Южной Азии (Open Pages in South Asian Studies)» («Белые пятна — 1»), в 2013 в РГГУ была проведена вторая конференция «Белые пятна-2». По итогам двух конференций Ассоциация южноазиатских исследований (SASA) совместно с РГГУ выпустила в 2014 г. сборник «Белые пятна в изучении Южной Азии» . Третья конференция «Белые пятна в изучении Южной Азии» (Белые пятна-3) была организована и проведена в г. Гувахати (Ассам, Индия) в январе 2019 совместно с Университетом Гаухати.
Член редколлегии журнала «Восточный курьер»

## Публикации
Книги
- История Бенгалии и Бихара эпохи Палов (VIII—XII вв.) по материальным источникам. Часть 1: Историография, источники / отв. ред. Л. Б. Алаев. — М.: ИВ РАН,. 2019. 13 а.л.
- История Бенгалии и Бихара эпохи Палов (VIII—XII вв.) по материальным источникам. Часть 2.Эпиграфика: социально-политическая история / отв. ред. Л. Б. Алаев. — М.: ИВ РАН, 2020. — 120 с. ISBN 978-5-89282-836-9

Статьи
- Формирование исторических мифов в Британской Индии в первые десятилетия XX в. (к истории одной средневековой мистификации) // Вестник ИВ РАН. — 2020, № 1 DOI: 10.31696/2618-7302-2020-1-76-81
- Путешествие в Сибсагар: три столицы Ахомского царства. En Route to Sibsagar: The Three Capitals of the Ahom Kingdom // Восточный курьер. — 2020, № 1-2 DOI: 10.18254/S268684310010401-9
- Яррист: Михаил Горелик между кистью и мечом. Glamdring: Mikhail Gorelik Between a Brush and a Sword// Восточный курьер. — 2020, № 1-2 DOI: 10.18254/S268684310010402-0
- Сибсагар: на земле Ахомского царства — встречи с прошлым и настоящим// Восточный курьер. — 2020, № 3-4 DOI: 10.18254/S268684310012462-6
- Белые пятна в изучении Южной Азии-2 // Восток. Афро-азиатские общества: история и современность. 2014, № 1, с.139-142
- Формирование исторических мифов в Британской Индии в первые десятилетия XX в. (к истории одной средневековой мистификации) // Вестник ИВ РАН. № 1 (11), 2020. С. 76—81.[3]
- Раннесредневековая история Индии в трудах отечественных индологов-медиевистов // Вестник Института Востоковедения РАН. – 2018. - №3. – 210-217.
- Рыбаков Р.Б., Васильев Д.Д., Голованов Е.И., Столяров А.А.Техническое обеспечение сервера баз данных востоковедной информации. - 1995.
- Зарубежная историография социально-экономической истории Бенгалии и Бихара в VIII-XII вв. // Вестник Института Востоковедения РАН. – 2018. - №2. – 194-198.
- Зарубежная историография политической истории Бенгалии и Бихара в VIII-XII вв. (династии палов, сенов и их ближайших соседей) //  Вестник Института Востоковедения РАН. – 2018. - №1. – 182-187.

## Награды и звания
- Почётный донор СССР
- Ветеран труда
- Медаль «В память 850-летия Москвы»